# Canaan (groupe)
Pour les articles homonymes, voir Canaan.
Canaan est un groupe italien de dark wave, dark ambient et dark metal, originaire de Milan. Il est actuellement sous contrat chez Eibon Records.

## Histoire
Canaan est formé en janvier 1996 à la suite du démantèlement de Ras Algethi, l'un des seuls groupes de doom metal du moment en Italie. Le style musical du groupe est difficile à cerner, et mêle le doom metal à du dark ambient. Le premier album studio du groupe, Blue Fire est publié à 5 000 exemplaires en 1995. En mai 1997, le groupe recrute le bassiste Anthony Duman afin d'ajouter de la profondeur à la section rythmique. Après une longue pause, leur troisième album, ''Brand New Babylon, est publié en 2000, et relativement bien accueilli par la presse spécialisée,.
En 2010 sort leur cinquième album Contro.Luce dans lequel le groupe chante pour la première fois en anglais. En 2012, le groupe publie son sixième album studio, Of Prisoners, Wandering Souls and Cruel Fears.

## Membres
- Mauro - chant, basse, guitare, samples
- Luca - clavier, batterie, samples
- Nico - basse, samples
- Andrea - batterie, samples
- Matteo - guitare

## Discographie
- 1996 : Blue Fire
- 1998 : Walk Into My Open Womb
- 2000 : Brand New Babylon
- 2002 : A Calling to Weakness
- 2005 : The Unsaid Words
- 2010 : Contro.luce
- 2012 : Of Prisoners, Wandering Souls and Cruel Fears
- 2016 : Il giorno dei campanelli (Eibon Records)